# Hybrid Child
Hybrid Child (яп. ハイブリッドチャイルド Хайбуриддо Тяйрудо, неоф. рус. «Гибридный ребёнок») — японская яойная ваншот-манга авторства Сюнгику Накамуры. Лицензированием занялось издательство Digital Manga Publishing; первый выпуск состоялся 16 августа 2006 года.
OVA-адаптация была анонсирована в 2011 году, сами же серии выпустились только в 2014—2015 годах. Музыкальную тему OVA-адаптации исполнила японская певица аргентинского происхождения Annabel. Она более известна в участии создания музыки в таких аниме как Canaan, Katanagatari и Sankarea.

## Сюжет
Основные действия манги развязываются с «Гибридными детьми» — андроидами, которых, при особом подходе, можно вырастить в полноценного человека. Обычно владельцы этих «полумашин-полулюдей» завязывают крепкие эмоциональные связи с ними.
Весь том делится на три небольшие истории, тематики которых построены на взаимоотношениях гибридных детей с их обладателями. Первая — о том, как юный Котаро познал важность ответственности за своего любимого человека, но происходит это уже при последних днях жизни его гибридного ребёнка. Средняя история — о фехтовальщике Сейя, который научился любить благодаря своему гибриду — Юдзу. А последняя история о самом создателе, Куроду, а именно про его потерянную любовь, вдохновившую создавать новых моделей «гибридных людей».
Основные действия разворачиваются в Японии приблизительно в конце XIX — начала XX века.

## Персонажи
- Котаро Идзуми (яп. 和泉 小太郎 Идзуми Котаро:)

Сэйю: Нобухико Окамото
- Хадзуки (яп. 葉月 Хадзуки)

Сэйю: Дайсукэ Хиракава
- Юдзу (яп. ゆず Юдзу)

Сэйю: Цубаса Ёнага
- Ити Сэйя (яп. 瀬谷 壱 Сэйя Ити)

Сэйю: Рёхэй Кимура
- Цукисима (яп. 月島 Цукисима)

Сэйю: Ёсицугу Мацуока
- Курода (яп. 黒田 Курода)

Сэйю: Юки Оно

## Критика
Известный американский писатель и журналист Джейсон Томпсон сравнил «Гибридного ребёнка» с Чобитами и мангой Dolls как яой-версию с похожей тематикой. Также он отметил некую заинтересованность в прочтении, но при этом добавив, что художественная часть манги не воодушевит вас снова взять её. Ребекка Шаффнер из Library Journal согласилась с мнением Томпсона, дополнив своим рассуждением по поводу изображения персонажей, описав их как «угловатых и инертных», по её мнению, иронично вписывающихся в образ людей, напоминающих куклу. Британский журнал Comics Village высказал мнение о нетрадиционном повествовании [для яой-манги], как нечто грустное, если не меланхоличное, придающее нотки печали и утраты.